# Dragan Jakovljević
Dragan Jakovljević (né le 23 février 1962 à Konjic) est un footballeur yougoslave des années 1980 et 1990.

## Biographie
En tant qu'attaquant, Dragan Jakovljević fut international yougoslave à 8 reprises (1987-1989) pour 3 buts.
Sa première sélection fut honorée à Smyrne contre la Turquie, le 16 décembre 1987, qui se solda par une victoire (3-2). Sa dernière sélection fut honorée à Sarajevo contre la Norvège, le 11 octobre 1989, qui se solda par une victoire (1-0).
Il joua dans quatre clubs : FK Igman, FK Sarajevo, FC Nantes et Royal Antwerp FC. Il remporta un championnat de Yougoslavie en 1985, une coupe de Belgique en 1992 et il fut finaliste de la Coupe d'Europe des vainqueurs de coupe de football en 1993.

## Palmarès
- Championnat de Yougoslavie de football

- - Champion en 1985
- Coupe de Belgique de football
  - Vainqueur en 1992
- Coupe d'Europe des vainqueurs de coupe de football
  - Finaliste en 1993